# Laura Koschorek
Laura Koschorek (* 9. Juli 1985 in Kiel) ist eine deutsche Lacrossespielerin.

## Sport
Koschorek spielt beim KKHT Schwarz-Weiß Köln (Spielernummer 14). Mit ihrem ehemaligen Verein HLC München (Spielernummer 17) wurde sie mehrmals Deutsche Meisterin (2009, 2010, 2011, 2017 und 2018) und spielte in der deutschen Nationalmannschaft (EM 2012, WM 2013).
Neben ihren Einsätzen im Lacrosse spielte Laura Koschorek von 2008 bis 2012 als eine der Top-Spielerinnen mit dem MTSV Schwabing in der Basketball-Regionalliga, dem DBBL-Pokal und dem Bayern-Pokal.
2022 belegte sie mit der deutschen Damen-Lacrosse-Nationalmannschaft bei der Weltmeisterschaft Platz 14.
Laura „Cash“ Koschorek wurde nach dem Platzierungsspiel der Weltmeisterschaft 2022 der Spirit of Lacrosse Award verliehen, „für ihre Hingabe und Bemühungen für den Sport und “for the fans”“.

## Privatleben
Koschorek erwarb an der Technischen Universität München ein Diplom im Studiengang Sportwissenschaften.